# Rodenbach (Ebertsheim)
Rodenbach, früher eine selbstständige Gemeinde, ist heute ein Ortsbezirk der Ortsgemeinde Ebertsheim, die zur Verbandsgemeinde Leiningerland im rheinland-pfälzischen Landkreis Bad Dürkheim gehört. In der Westpfalz gibt es eine Ortsgemeinde, die ebenfalls Rodenbach heißt.

## Geographische Lage
Der 500 m nördlich vom Hauptort Ebertsheim liegende Ortsbezirk befindet sich in den nordöstlichen Ausläufern des Pfälzerwalds im Leiningerland. Er ist eingebettet in ein nach Norden weisendes und kaum merklich ansteigendes Seitental des Eisbachs am namensgebenden Rodenbach, der in Ebertsheim von links in den Eisbach mündet.

## Geschichte
Den Ortsnamen leiten Historiker von „Bach des Rodo“ ab. Rodo (Roderich oder Rodobert) ist ein fränkischer Eigenname und deutet auf einen Landbesitzer hin, der dort Wasserrechte hatte.
Die älteste erhaltene schriftliche Aufzeichnung zu Rodenbach stammt von 770 und ist im Lorscher Codex überliefert. 976 wurde umfangreicher königlicher Besitz in Rodenbach durch Kaiser Otto II. seinem Vasallen Giso oder Biso geschenkt. Das Kloster Otterberg war im Ort begütert. Das Dorf zählte später zu den Gütern des Hochstifts Worms, wurde dann leiningisch und ging 1467 ins Eigentum der Kurpfalz über. Bis Ende des 18. Jahrhunderts gehörte der Ort dem kurpfälzischen Oberamt Alzey und innerhalb diesem dem Amt Freinsheim an.
Nach 1792 hatten französische Revolutionstruppen die Region besetzt, im Frieden von Campo Formio (1797) wurde sie durch Frankreich annektiert. Von 1798 bis 1814 gehörte Rodenbach zum französischen Departement Donnersberg. Es war, anders als das benachbarte Ebertsheim, dem Kanton Göllheim zugeordnet und unterstand der Mairie Kertzenheim. 1815 hatte der Ort 191 Einwohner. Gemäß den Vereinbarungen des Wiener Kongresses (1815) und eines Tauschvertrags mit Österreich kam die Region nach einem einjährigen österreichischen Intermezzo 1816 zum Königreich Bayern. Ab 1818 war die Gemeinde Rodenbach dem Landkommissariat Kirchheim im bayerischen Rheinkreis, später dem Bezirksamt Kirchheimbolanden zugeordnet.
1928 hatte der Ort 244 Einwohner, die in 46 Wohngebäuden lebten. Die Katholiken gehörten seinerzeit zur Pfarrei von Boßweiler, die Protestanten zu derjenigen von Kerzenheim. Ab 1939 war der Ort Bestandteil des Landkreises Kirchheimbolanden. Nach dem Zweiten Weltkrieg wurde Rodenbach innerhalb der französischen Besatzungszone Teil des damals neu gebildeten Landes Rheinland-Pfalz und gehörte zum Regierungsbezirk Pfalz.
Im Zuge der ersten rheinland-pfälzischen Verwaltungsreform wurde die bis dahin eigenständige Gemeinde, die zu diesem Zeitpunkt 271 Einwohner zählte, am 7. Juni 1969 sowohl in den neu geschaffenen Landkreis Bad Dürkheim als auch in die größere Nachbargemeinde Ebertsheim eingegliedert. Diese wurde ihrerseits 1972 der Verbandsgemeinde Grünstadt-Land zugeordnet, die am 1. Januar 2018 in der Verbandsgemeinde Leiningerland aufging.
Nach langjährigen Bemühungen erhielt Rodenbach 2006 den Status eines Ortsbezirks.

## Politik

### Wappen
| Wappen von Rodenbach | Blasonierung: „In Schwarz fünf goldene Wasserlilien, belegt mit einem silbernen Wellenbalken.“ |
| Wappen von Rodenbach | Wappenbegründung: Der Wellenbalken repräsentiert den namensgebenden Rodenbach.                 |

### Verwaltung
Rodenbach ist gemäß Hauptsatzung der einzige Ortsbezirk der Ortsgemeinde Ebertsheim. Der Ortsbezirk umfasst die Gemarkung der ehemaligen selbstständigen Gemeinde. Auf die Bildung eines Ortsbeirats wurde verzichtet, solange die Einwohnerzahl nicht mehr als 300 beträgt. Die Interessen des Ortsbezirks werden durch einen Ortsvorsteher vertreten.
Andreas Kauth (FWG) wurde am 3. Juli 2024 Ortsvorsteher von Rodenbach. Bei der Direktwahl am 9. Juni 2024 war er als einziger Bewerber mit 82,3 % gewählt worden.
Kauths Vorgänger Volker Schmidt (FWG) war bei der Kommunalwahl am 26. Mai 2019 mit einem Stimmenanteil von 91,03 % gewählt worden. Seine Vorgänger waren Willi Schindler (FWG) und Hans Richard Lohr.

## Kultur und Sehenswürdigkeiten

### Vereine
Der Ortsbezirk ist durch seine Radsportler bekannt, die im RV Einigkeit Rodenbach 1910 organisiert sind. Im Jahre 2010 feierte der Verein sein 100-jähriges Bestehen. Weitere Vereine sind der Fußballverein Rodenbach und der Kaninchenzuchtverein P135.

### Regelmäßige Veranstaltungen
Die Kerwe wird in Rodenbach jedes Jahr am zweiten Juliwochenende mit einem Umzug gefeiert. An der Kerwe 1972 wurde die neugebaute katholische Kirche geweiht.

### Sehenswürdigkeiten
Es existieren vor Ort insgesamt neun Objekte, die unter Denkmalschutz stehen, darunter:
- Evangelische Kirche St. Brigitta, ein gotisches Gotteshaus mit im 12. Jahrhundert erbautem Wehrturm
- Ehemaliges Rathaus aus dem 14. Jahrhundert, Fachwerkbau mit einer Freitreppe[11]
- Ehemalige katholische Kirche St. Barbara
- Neue katholische Kirche gegenüber der evangelischen
- Altes Hofgut, das um 1716 erbaut wurde (Teile davon wurden 2012 abgerissen)

## Verkehr
Rodenbach liegt an der Landesstraße 448, die den Ort mit Ebertsheim und Harxheim verbindet. Der sogenannte Hab-Acht-Wanderweg führt in Form einer Acht um die beiden Gemeindeteile Rodenbach und Ebertsheim. Nächstgelegener Bahnhof ist Ebertsheim an der Eistalbahn.

## Persönlichkeiten

### Söhne und Töchter des Ortes
- Karl Josef von Merz (1789–1846), Großvater von Hermann Mertz von Quirnheim
- Erwin Ludwig Diemer (1923–1990), Generalvikar der Diözese Speyer und Päpstlicher Ehrenprälat

### Personen, die vor Ort gewirkt haben
- Konrad Schredelseker (1774–1840), Dorfschullehrer und Landvermesser, entwarf vor 1804 eine Gemarkungskarte von Rodenbach.
- Norbert Schindler (* 1949), Politiker (CDU), wuchs im Ort auf.